# Matthias Müller
Matthias Müller (Karl-Marx-Stadt, Szászország, Német Demokratikus Köztársaság, 1953. június 9.-) autóipari menedzser, a Volkswagen AG elnöke.

## Élete
Iskolái elvégzése után 1977-ben az Audi AG-nál helyezkedett el szerszámkészítő gyakornokként, ezzel párhuzamosan a Müncheni Műszaki Egyetem alkalmazott tudományok tanszékén tanult informatikát. Tanulmányai lezárása után 1984-ben az Audi IT részlegén kezdett dolgozni junior vezető pozícióban. 1993-ban átkerült a tervezési részleghez, majd 1995-ben az Audi A3 gyártás menedzsere lett. Miután 2003-ban Martin Winterkorn átvette az Audi AG vezetését Matthias Müller lett a Volkswagen csoport úgynevezett sportos márkáinak – az Audinak és a Lamborghininek – a típuskoncepció felelőse. Amikor Winterkorn 2007-ben a Volkswagen AG elnöke lett, Müllert nevezte ki általános meghatalmazottjának, majd a VW-csoport termék-stratégiáért és márka-kontrollért felelős vezetőjének.
Matthias Müller 2010 októberében a Dr. Ing. h. c. F. Porsche AG igazgatótanácsának elnöke lett.
2015 szeptember 25-től – a Volkswagen dízelbotránya okán lemondott – Martin Winterkornt váltotta a Volkswagen AG igazgatótanácsának elnöki székében.

## Fordítás
- Ez a szócikk részben vagy egészben  a   Matthias Müller című angol Wikipédia-szócikk ezen változatának fordításán alapul.  Az eredeti cikk szerkesztőit annak laptörténete sorolja fel. Ez a jelzés csupán a megfogalmazás eredetét és a szerzői jogokat jelzi, nem szolgál a cikkben szereplő információk forrásmegjelöléseként.